# Plants vs. Zombies 2
Plants vs. Zombies 2 (phụ đề ban đầu It's About Time) là một trò chơi điện tử phòng thủ tháp miễn phí năm 2013 được phát triển bởi PopCap Games và được xuất bản bởi Electronic Arts. Đây là phần tiếp theo của Plants vs. Zombies và được phát hành trên toàn thế giới trên Apple App Store vào ngày 15 tháng 8 năm 2013 và Google Play vào ngày 23 tháng 10 năm 2013. Người chơi phải chiến đấu với thây ma trong các khoảng thời gian khác nhau, bao gồm Ai Cập cổ đại, thời kỳ hoàng kim của cướp biển, miền Tây hoang đã, kỷ băng hà cuối cùng, Mesoamerica, tương lai, đầu thời Trung cổ, thập niên 1980, thời kỳ kỷ Jura, thập niên 1960 và hiện tại.

## Tiền đề
Nhân vật chính của trò chơi sử dụng cỗ máy thời gian tên là Penny để du hành đến các bối cảnh giả tưởng lịch sử khác nhau với người hàng xóm của họ, Crazy Dave, để tìm bánh taco của Dave. Nhân vật chính tham gia vào một cuộc chạy đua xuyên thời gian với Tiến sĩ Zomboss, nhân vật phản diện chính của phần trước, trong đó người chơi được làm quen với các loài thực vật và thây ma mới, điểm giữa trong mỗi thế giới là cấp độ miniboss "Gargantuar", trước đây mỗi thế giới kết thúc bằng ít nhất một trận chiến chống lại Tiến sĩ Zomboss, người đang cố gắng ngăn chặn một nghịch lý.

## Lối chơi
Plants vs. Zombies 2 là một trò chơi miễn phí, không giống như trò chơi tiền nhiệm, hỗ trợ xu miễn phí trong ứng dụng để sử dụng một số khả năng tăng sức mạnh nhất định: Plant Food, một vật tăng sức mạnh mới, cho phép thực vật để kích hoạt trong khoảng thời gian khác nhau. Mỗi cây đều có khả năng riêng khi được cho Plant Food. Người chơi có thể hoàn thành toàn bộ trò chơi mà không cần mua những khả năng này, một số khả năng có thể kiếm được trong suốt trò chơi thay vì phải mua. Ngoài ra, có thể nâng cấp cây trồng của mình bằng cách sử dụng Seed Packets (tiền thật được tìm thấy trong trò chơi) để cho phép họ nâng cao vĩnh viễn khả năng của mình.  Người chơi bắt đầu bằng phần hướng dẫn trước nhà của người chơi. Sau đó, người chơi du hành đến Acient Egypt và có thể giành được World Keys trong trò chơi bằng cách đánh bại Tiến sĩ Zomboss ở cuối mỗi thế giới, dùng để mở khóa thế giới mới (điều này yêu cầu một số lượng sao nhất định trong các bản cập nhật trước đó). Các thế giới bao gồm Pirate Seas, Lost City, Jurassic Marsh, v.v. Phiên bản Trung Quốc có năm thế giới bổ sung, đó là Kongfu World, Sky City, Steam Age, Heian Age, Renaissance Age, và Secret Realms, tương tự như các thế giới, chẳng hạn như Fairytale Forest. Khi người chơi vượt qua các cấp độ, họ sẽ mở khóa các loại cây mới, mỗi loại có những ưu điểm và khả năng tăng cường độc đáo, tương tự như vậy, các thây ma và các bổ trợ, chẳng hạn như khủng long, sẽ tiến bộ hơn khi người chơi càng tiến bộ.

## Phát triển
Vào tháng 8 năm 2012, PopCap thông báo rằng họ đang làm phần tiếp theo của trò chơi trước đó, Plants vs. Zombies và sẽ bao gồm "các tính năng, cài đặt mới và các tình huống”. Trong một thông báo sau đó, hãng xác nhận trò chơi mới sẽ được phát hành vào ngày 18 tháng 7 năm 2013. Vào ngày 26 tháng 6 năm 2013, PopCap thông báo trên trang Twitter của họ rằng trò chơi sẽ phát hành muộn hơn thông báo trước đó. Vào ngày 9 tháng 7, trò chơi được phát hành tại Úc và New Zealand trên App Store iOS và ra mắt trên toàn thế giới vào ngày 15 tháng 8 năm 2013. Phiên bản Android được phát hành trên toàn thế giới vào ngày 23 tháng 10 năm 2013.

### Phát hành
Trò chơi dự kiến ra mắt lần đầu tiên trên iOS vào ngày 18 tháng 7 năm 2013. Vào ngày 26 tháng 6, có thông báo rằng trò chơi sẽ bị trì hoãn cho đến cuối mùa hè trên tài khoản Twitter chính thức của trò chơi. Trò chơi đã ra mắt thử nghiệm tại Úc và New Zealand trên App Store vào ngày 9 tháng 7 để kiểm tra dung lượng máy chủ. Đã ra mắt trên toàn thế giới trên iOS vào ngày 15 tháng 8 và trong 5 ngày đã đứng đầu bảng xếp hạng ứng dụng miễn phí tại 137 quốc gia. Vào ngày 12 tháng 9, PopCap Games đã ra mắt thử nghiệm trò chơi dành cho Android tại Trung Quốc trên Baidu AppSearch và thông báo rằng trò chơi sẽ có mặt trên Google Play trên toàn thế giới vào cuối năm đó. Vào ngày 2 tháng 10, trò chơi đã ra mắt thử nghiệm trên các cửa hàng Google Play của Úc và New Zealand.

## Đón nhận
Trò chơi hầu hết nhận được phản hồi tích cực từ người dùng và nhà phê bình, mặc dù sử dụng mua trong ứng dụng. Các nhà phê bình chủ yếu khen ngợi lối chơi và đồ họa.  Nó có số điểm Metacritic là 86/100 dựa trên 36 bài đánh giá. PopCap Games đã công bố tại Gamescom vào ngày 20 tháng 8 năm 2013, rằng trò chơi đã được tải xuống 15 triệu lần, khiến trở thành trò chơi di động EA ra mắt thành công nhất. Mười ngày sau, có thông báo rằng trò chơi đã được tải xuống 25 triệu lần, vượt quá số lượt tải xuống trọn đời của trò chơi đầu tiên. Apple chọn Plants vs. Zombies 2 làm á quân cho trò chơi iPhone của năm 2013. Tại Giải thưởng D.I.C.E. thường niên lần thứ 17, Học viện Khoa học và Nghệ thuật Tương tác đã trao giải Plants vs. Zombies 2 với cả "Trò chơi thông thường của năm" và "Trò chơi di động của năm".